# Cosuenda (kommunhuvudort)
Cosuenda är en kommunhuvudort i Spanien.   Den ligger i provinsen Provincia de Zaragoza och regionen Aragonien, i den nordöstra delen av landet, 230 km nordost om huvudstaden Madrid. Cosuenda ligger 623 meter över havet och antalet invånare är 387.
Terrängen runt Cosuenda är kuperad västerut, men österut är den platt. Runt Cosuenda är det ganska glesbefolkat, med 36 invånare per kvadratkilometer. Närmaste större samhälle är Cariñena, 6,9 km sydost om Cosuenda. Omgivningarna runt Cosuenda är i huvudsak ett öppet busklandskap.